# Mars Laser Communications Demonstration
El proyecto MLCD (Mars Laser Communications Demonstration) de la NASA pretende demostrar a finales de 2009 el que será el primer enlace de comunicaciones ópticas en el espacio profundo. El satélite MTO (Mars Telecommunications Orbiter) orbitará Marte comunicándose con la Tierra a una velocidad mínima de 1 Mbit/s incluso en las peores condiciones.

## Lanzamiento del MTO
El 13 de octubre de 2009 está previsto el lanzamiento del MTO. Tras un viaje de unos 10 meses tendrá lugar la inserción de la nave en su órbita alrededor de Marte y desde este momento se deberá enfrentar a todas las dificultades que suponen una misión al planeta rojo. La distancia entre Marte y la Tierra variará desde los 101 millones de km en oposición (Marte y la Tierra en línea vistos desde el Sol) hasta los 356 millones de km en conjunción (el Sol justo entre Marte y la Tierra). Estas enormes distancias junto a su gran variación constituirán la principal fuente de pérdidas de potencia en las señales y harán que su velocidad binaria se sitúe en un mínimo propuesto de 1 Mbit/s, pudiendo alcanzarse 50 Mbit/s o más cuando la distancia sea mínima.

## Frecuencias ópticas
La principal ventaja que aportan las frecuencias ópticas en un enlace a tanta distancia es la menor divergencia que sufre el haz emitido en comparación con las frecuencias de microondas usadas actualmente. La divergencia es inversamente proporcional a la frecuencia de la señal, por lo que un incremento en más de tres órdenes de magnitud supone una importante disminución de dicha divergencia. De esta manera el área sobre la que distribuir la energía recibida será menor y mayor la densidad de potencia obteniéndose así la necesaria para distinguir las señales de comunicaciones del ruido de fondo. Del satélite MTO se recibirá un spot de aproximadamente una décima parte del diámetro de la Tierra en comparación con los habituales de microondas que, para las mismas condiciones, serían de 1000 veces su diámetro. El precio que habrá que pagar por usar haces tan estrechos será una tecnología de apuntamiento extremadamente precisa, lo que ha supuesto la principal razón de haber esperado tanto tiempo para llevar a cabo este enlace.
El reciente resurgimiento de las comunicaciones ópticas no guiadas sin duda deparará grandes avances en este tipo de tecnología y pese a las grandes dificultades a las que se deberán enfrentar estos enlaces todo indica que representan el futuro de las comunicaciones interplanetarias.